# Kämpingebukten

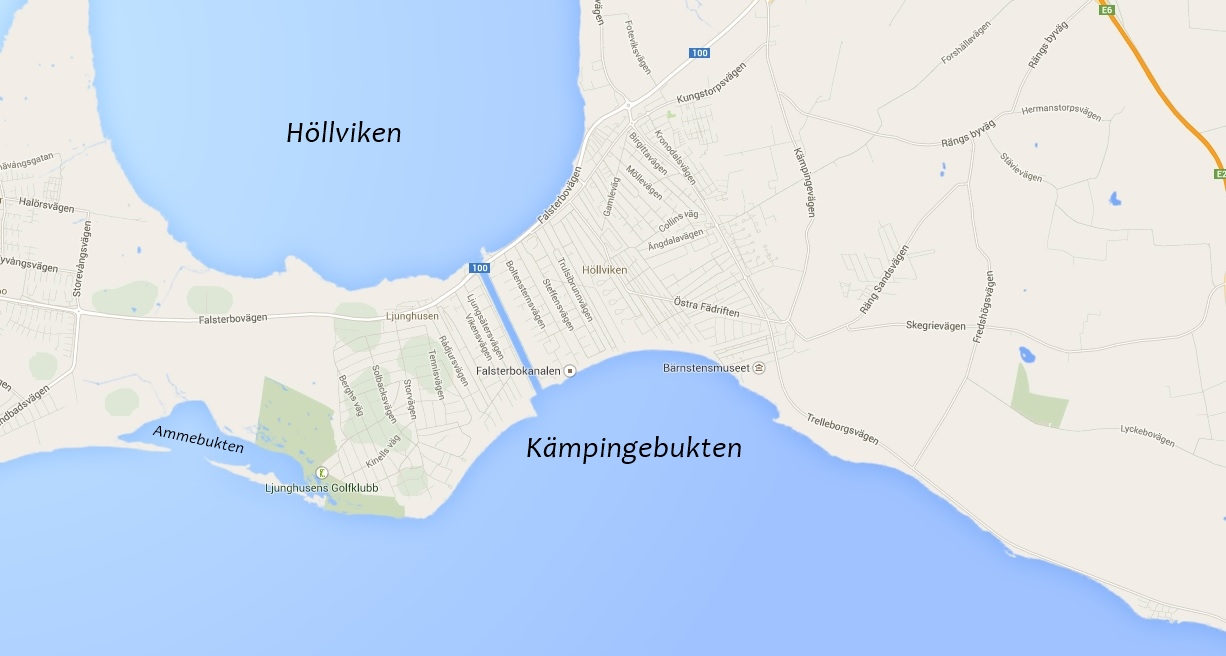
Kämpingebukten i söder och Höllviken i norr.

Kämpingebukten är en havsbukt söder om tätorterna Höllviken och Ljunghusen i Skånes sydvästra hörn. Bukten är en del av Östersjön. Stränderna längs kusten mot Kämpingebukten lockar många att bada i vattnet.

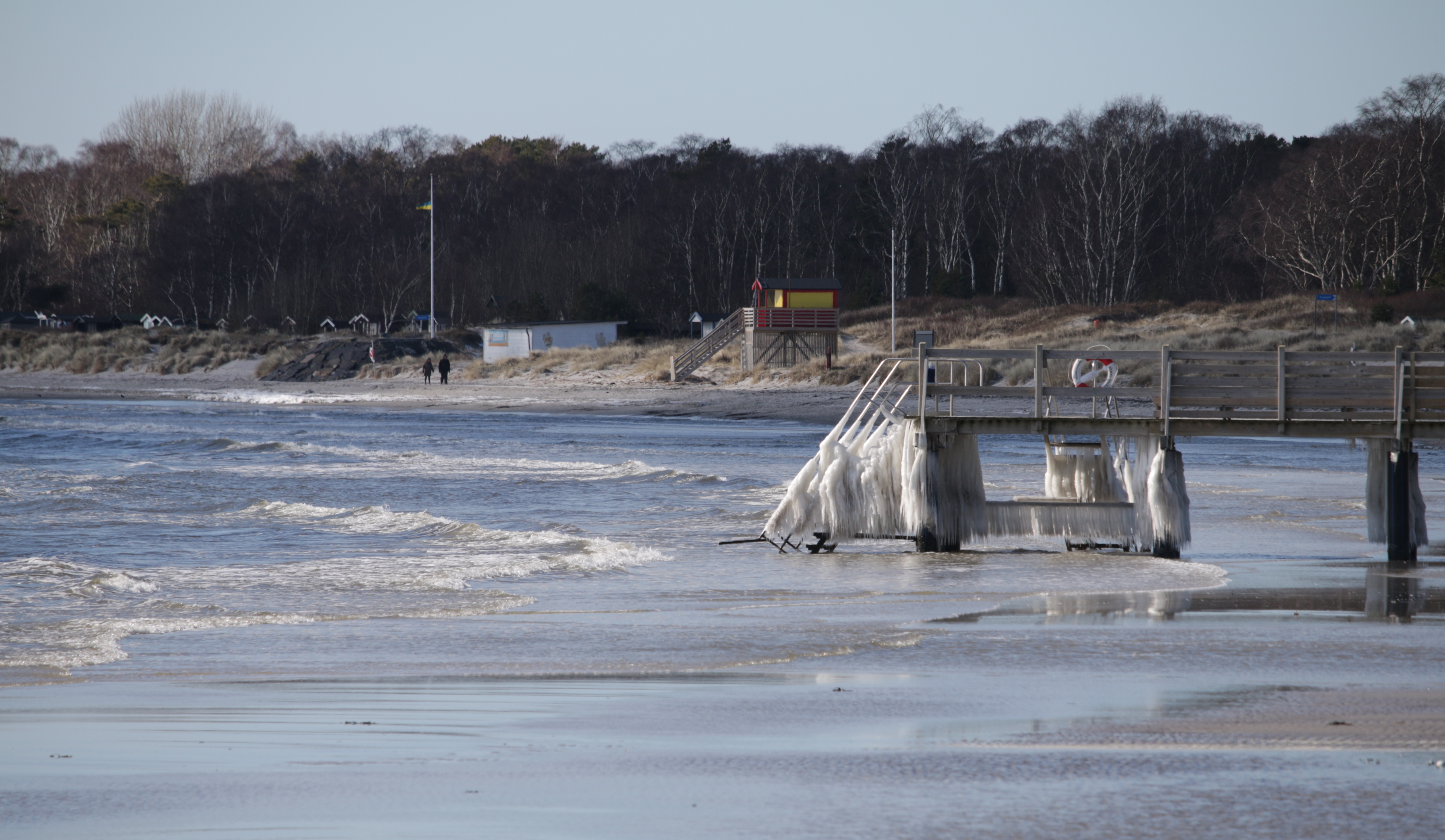
Kämpingebukten på vårvintern